# روکسی
روکسی (به انگلیسی: Roxy) یک برند سیگار ایجاد شده در هلند است؛ که توسط بریتیش امریکن توباکو تولید می‌شده است. این برند در سال ۱۹ مارس ۱۹۵۱ پایه‌گذاری گردید.
تولید سیگارهای این برند از سال ۲۰۰۵ متوقف شده‌است.